# جوليا مون
جوليا مون (بالإنجليزية: Julia Moon)‏ هي راقصة باليه أمريكية، ولدت في 1963 في واشنطن العاصمة في الولايات المتحدة.

## وصلات خارجية
- الموقع الرسمي